# Gerard Coll-Planas
Gerard Coll-Planas (Cardedeu, Vallès Oriental, 1980) és un sociòleg, investigador, escriptor i professor català, especialitzat en gènere, sociologia de la sexualitat i estudis LGBTI.
Coll-Planas és doctor en sociologia per la Universitat Autònoma de Barcelona, professor de la Universitat de Vic i director del Centre d'Estudis Interdisciplinaris de Gènere. Ha estat coordinador de diversos projectes, com el titulat Contra l'homofòbia, eines per a les administracions locals dependent de la Comissió Europea que va portar a la publicació del llibre blanc europeu contra l'homofòbia.

## Obra
El treball de Coll-Planas explora diverses facetes de la realitat LGBTI, des de l'assetjament escolar i la violència estructural soferta pels seus membres, fins a aspectes relatius a la construcció social de la identitat de gènere i sexual, així com la capacitat d'agència de les persones no-heterosexuals per definir la seva pròpia identitat.
D'aquesta manera, basant-se tant en la teoria queer com en casos reals, reflexiona sobre què és el que defineix la transsexualitat o quina diferència existeix entre un canvi de sexe i una simple intervenció de cirurgia estètica. També delibera sobre si existeix un continu entre l'orientació sexual i la identitat de gènere, si és possible delimitar la frontera entre, per exemple, els gais efeminats i les dones trans, i quin és el paper que juguen la societat, la política, l'economia o la voluntat individual en aquestes qüestions.
D'altra banda, la seva obra explora igualment la relació que tenen amb el seu cos les dones que han estat diagnosticades amb càncer de mama.

## Publicacions
- Dibuixant el gènere (Edicions 96, 2013).[10]
- La carn i la metàfora (2012).[7]
- La voluntad y el deseo (2010).[8]
- El género desordenado (2010).[11]